# Rönnskär (sydväst om Vänö, Kimitoön)
Rönnskär är en ö i Finland. Den ligger i Skärgårdshavet eller Norra Östersjön och i kommunen Kimitoön i den ekonomiska regionen  Åboland i landskapet Egentliga Finland, i den sydvästra delen av landet. Ön ligger omkring 72 kilometer söder om Åbo och omkring 160 kilometer väster om Helsingfors.
Öns area är 11,3 hektar och dess största längd är 0,7 kilometer i sydväst-nordöstlig riktning. Ön höjer sig omkring 10 meter över havsytan.